# Até Que o Porno Nos Separe
Até que o Porno nos Separe é um documentário português de 2018, realizado por Jorge Pelicano, produzido por Irina Calado e com banda sonora original de Tiago Benzinho. A longa-metragem retrata a viagem emocional de Eulália Almeida, uma mãe religiosa e conservadora que descobre pela Internet que o seu filho é ator pornográfico. O filme foi apresentado no Festival Internacional de Cinema Independente de Buenos Aires, a 15 de abril de 2018. Após a estreia em contexto de festival, em Portugal, Até que o Porno nos Separe foi lançado nos cinemas a 1 de maio de 2019.

## Sinopse
Eulália Almeida, uma mãe católica e conservadora de 65 anos de idade, habita nos arredores do Porto. Descobre por terceiros que o seu filho Sydney Fernandes, que emigrou para a Alemanha aos 23 anos para singrar como webdesigner, não só é homossexual como se tornou Fostter Riviera, o primeiro ator pornográfico gay português premiado internacionalmente, com mais de 300 filmes no currículo.
Do choque à aversão e à tentativa desesperada de o entender, Eulália embarca numa jornada emocional que põe à prova os seus valores, expectativas e perceções com que foi educada. Inicia um processo de reaproximação ao filho. Com o seu computador e o Facebook como únicas fontes de informação e comunicação, a busca de Eulália leva-a a clicar em sites inesperados e conhecer pessoas improváveis. Pelo meio há cartas de amor nos tempos modernos, as comunicações digitais entre mãe e filho, a linha temporal em que o espetador assiste a uma mãe em, por vezes dolorosa, transformação. Num constante desafio, Eulália decide ir ver o filho atuar num espetáculo de sexo ao vivo de uma feira erótica anual portuguesa.

## Elenco
- Eulália Almeida[10]
- Sydney Fernandes (Fostter Riviera)
- Rogério Oliveira
- Paula Duarte
- Fernando Andrade
- Nuno Sá
- Armanda Fernandes
- Isabel Mateus
- Fernando Santos
- Rui Silva
- Oscar Wood
- Igor Loureiro
- Velena Vera
- Carla Quinky

###### Participação especial
- Filomena Gigante

## Equipa técnica
- Realização: Jorge Pelicano[11]
- Produção executiva: Ricardo Freitas e Pedro Sousa
- Produtora: Irina Calado
- Produtora criativa: Helena Lins
- Direção de produção: Rosa Teixeira da Silva
- Pesquisa e conteúdos: Helena Lins e Rosa Teixeira da Silva
- Assistente de realização: Inês Rueff
- Montagem: Jorge Pelicano e Inês Rueff
- Direção de fotografia: Jorge Pelicano e Inês Rueff
- Som direto: Inês Rueff
- Banda sonora original: Tiago Benzinho
- Mistura e edição de som: Elvis Veiguinha e João Azevedo[12]

## Produção
Até que o Porno nos Separe é uma longa-metragem documental de 2018 de Portugal, falada em português (com trechos em inglês e castelhano), com a produção da Até ao Fim do Mundo e apoio financeiro do Instituto do Cinema e do Audiovisual.

### Desenvolvimento
Segundo o realizador, esta longa-metragem surgiu da união de duas vontades: fazer um trabalho sobre pais e filhos e a relação que os liga e "explorar o tema da pornografia através de uma perspetiva" que sempre o havia intrigado, não pela história dos atores e atrizes que integram esta indústria, mas antes pelo lado familiar dos mesmos. Em 2017 iniciou-se um longo processo de pesquisa para o filme. Pelicano esteve na rodagem de três filmes pornográficos, onde conheceu atores e atrizes. O mais difícil terá sido encontrar progenitores que quisessem falar sobre a ocupação dos filhos e o impacto nas suas vidas. O documentarista chegou a ponderar acompanhar mais do que uma família, mas quando conheceu Sydney Fernandes e, a partir dele, a sua mãe, ficou evidente que Eulália Almeida apresentava as características necessárias para protagonizar o filme. Pelicano destaca o que mais o impressionou na protagonista: "Tive conhecimento da história da Eulália, uma mãe de 65 anos, residente num bairro nos arredores do Porto, e que descobriu através da internet que o seu filho, emigrado na Alemanha, era um reconhecido ator porno gay (…) a reação desta mãe ao descobrir a orientação sexual e a profissão do filho foi de revolta, caindo num desgosto profundo." Ao contrário de outros pais contactados pela equipa de pesquisa, Almeida sentia a necessidade de partilhar a sua história e participar no documentário, como meio de processar o conflito interior entre a sua educação e a ocupação do filho.
Neste documentário, e pela primeira vez na carreira de Pelicano, o documentarista decidiu construir a estrutura narrativa do filme antes da rodagem. Teve acesso ao passado do relacionamento desta díade "através das milhares de mensagens no Facebook trocadas entre mãe e filho durante os anos de 2011 a 2016. E como o filme é contado do ponto de vista da mãe, resolvi pedir a Eulália que relesse as que ela mandou ao filho. Essas mensagens mostram os avanços e retrocessos que esta mãe fez para aceitar seu filho como ator gay. E para mostrar isso, teria que ser preciso na escolha das mensagens. Ter uma estrutura permitiu-me um maior controlo da história e deu-me uma maior precisão na escolha dos momentos que deveriam estar no filme.

### Rodagem
A filmagem desde documentário iniciou-se ainda em 2017, tendo-se estendido até 2018 e demorado cerca de 50 dias. Uma vez que o cenário principal seria o apartamento de Eulália Almeida no Bairro de São Tomé (Porto), para manter o registo intimista, a equipa foi reduzida a três técnicos. Tendo pesquisado as suas rotinas diárias, a equipa descobriu que o quotidiano de Almeida era praticamente idêntico todos os dias. Assim, preparavam o set e colocavam a câmera em locais à espera que esta mãe os utilizasse. Deste modo, os registos foram feitos procurando a mínima interferência.

## Temas e estética
Enquanto as duas primeiras longa-metragens de Jorge Pelicano abordavam o mundo rural (Ainda há pastores? e Pare, escute, e olhe), Até que o Porno nos Separe, aproxima-se mais de Pára-me de repente o pensamento por ambos se centrarem em retratos humanos. O filme pretende acima de tudo explorar uma relação mãe-filho. De facto, a pornografia, mais do que se tornar tema, cumpre a função simbólica de assinalar o teste aos valores de família tradicional, bem como o confronto de mentalidades entre Eulália Almeida e o seu filho, Sydney Fernandes. Pelicano procura articular as características de ambos de forma a que a audiência compreenda as necessidades emocionais e erros de ambos os lados. Por exemplo, o primeiro ato de Até que o Porno nos Separe retrata o dia-a-dia melancólico e derrotista de Almeida, mas também não esconde a sua vertente mais sufocante ao exigir respostas para algo com que ainda não se sente confortável para entender.
O computador é utilizado como dispositivo narrativo no filme. A cena de abertura do documentário traça desde logo um paralelismo entre as janelas semicerradas do Bairro onde Eulália Almeida vive e o arranque do Windows, que introduz a rotina desta mãe de utilização do Facebook para percorrer mensagens do filho no Messenger. Pelicano estabelece um equilíbrio entre estas  comunicações digitais de mãe e filho entre 2013 e 2017, de modo a evitar ser tendencioso em prol da protagonista ou contra ela, revelando antes a sua viagem para resolver uma brecha entre comportamentos geracionais.

## Distribuição
Até que o Porno nos Separe foi selecionado para edição de 2018 do Festival Internacional de Cinema Independente de Buenos Aires, onde estreou a 15 de abril. O lançamento comercial do filme salas de cinema portuguesas iniciou-se no dia 1 de maio de 2019.
O documentário de Jorge Pelicano foi exibido a 15 de agosto de 2020, pelas 01h45, na RTP2, data a partir da qual ficou disponível no serviço de streaming RTP play.

### Festivais
O filme percorreu um circuito de Festivais internacionais de cinema, dos quais se destacam os seguintes:
- Festival Internacional de Cinema Independente de Buenos Aires (Argentina, 15 de abril de 2018).
- Ji.hlava International Documentary Film Festival, Competição Opus Bonum (República Checa, 27 de outubro de 2018).[20]
- Festival Caminhos do Cinema Português (Portugal, 30 de novembro de 2018).[14]
- Festival de Cinema de Guadalajara‎ (México, 8 de março de 2019).
- Roze Filmdagen (Holanda, 16 de março de 2019).
- 27ª edição do Festival Mix Brasil, Categoria "Panorama Internacional" (Brasil, 2019).[25]
- Portuguese Film Festival (Suécia, 18 de dezembro de 2020).[26]

## Receção

### Audiência
No fim de semana de estreia, Até que o Porno nos Separe totalizou uma receita de 1 942,55€ e 447 espetadores. Até ao final do ano de 2019, 2.083 espetadores haviam visto a longa-metragem nas salas de cinema portuguesas.

### Participantes
Ambos protagonistas do documentário revelaram-se agradados com o resultado da sua participação. Sydney Fernandes assumiu ao realizador que o filme o ajudou a aperceber-se de como se tinha ausentado em alguns momentos: "fez-me abrir os olhos para a família que eu poderia ter abandonado, mas tive muita sorte por ter uma mãe de garra que não me deixou fugir". Eulália Almeida referiu que "O filme é a pura realidade da minha vida, do sofrimento que passei para que este filho não se perdesse, para que eu não perdesse esse filho, porque os filhos nunca se perdem." Almeida tornou-se uma ativista pelos direitos LGBTI+, participando ativamente na AMPLOS do Porto (Associação de mães e pais pela liberdade de orientação sexual e identidade de género) e em várias marchas LGBTI+ do país.

### Crítica
Até que o Porno nos Separe recebeu, de forma geral, críticas positivas. Vladan Petković, a propósito do festival Ji.hlava, 2018, descreve a obra como "um filme estruturalmente disciplinado, emocionalmente envolvente e tematicamente perspicaz" elogiando a utilização de uma configuração íntima para contar uma história sobre uma família tradicional na era da internet. Jorge Lestre (Cine Addiction) atribuiu 4 estrelas ao filme por ser "um documentário fabuloso, que tira proveito da temática delicada, humana e cheia de força emocional que aborda." Paulo Portugal (Comunidade Cultura e Arte e Insider.pt) pontuou Até que o Porno nos Separe com 3 estrelas, considerando "curiosa a forma como Pelicano, um realizador bem mais conotado com o lado de reportagem de formato televisivo, se mostra tão à vontade num registo que vive muito de uma adaptação audiovisual ao formato das redes sociais. Como o registo não se quebra, o caminho desta mãe que aprende a aceitar as escolhas dos filho acaba mesmo por ser reforçado". Numa crítica mais contida, atribuindo 2 estrelas ao filme, Luís Miguel Oliveira escreve na Ípsilon que este se resume a "um filme simpático, que parece traduzir um genuíno interesse na história que tem para contar, evitando o sensacionalismo e os julgamentos apressados".

### Premiações

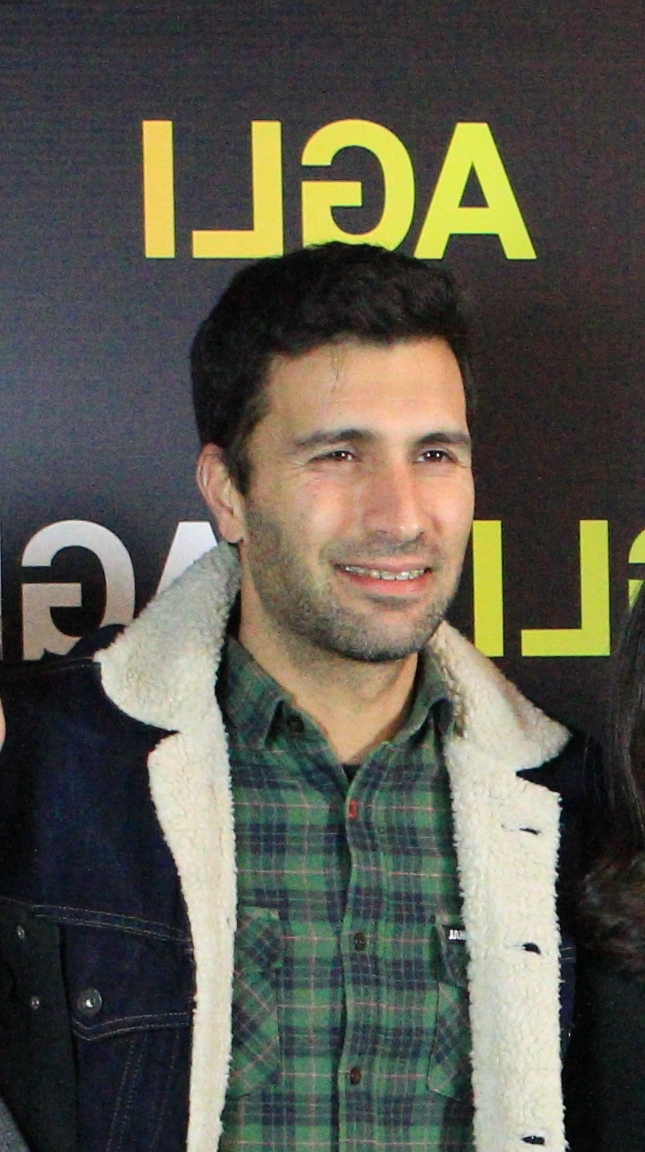
Jorge Pelicano nos Prémios Arco-Íris, em janeiro de 2019.

O documentário de Jorge Pelicano foi distinguido nos vários festivais para o qual foi selecionado, destacando-se os prémios de Melhor Documentário e Prémio do Público nos Caminhos do Cinema Português 2018, o Prémio Arco-Íris da ILGA Portugal 2018 e Melhor Documentário no Roze Filmdagen 2019, em Amesterdão, um dos mais relevantes festivais de cinema com temática LGBT.
| Ano  | Premiação                                        | Categoria                               | Trabalho                                 | Resultado | Ref.   |
| ---- | ------------------------------------------------ | --------------------------------------- | ---------------------------------------- | --------- | ------ |
| 2018 | Coimbra Caminhos do Cinema Português             | Melhor documentário                     | Até que o Porno nos Separe, Irina Calado | Venceu    | [ 31 ] |
| 2018 | Coimbra Caminhos do Cinema Português             | Prémio do Público                       | Até que o Porno nos Separe, Irina Calado | Venceu    | [ 31 ] |
| 2018 | ILGA Portugal                                    | Prémio Arco-Íris                        | Jorge Pelicano                           | Venceu    | [ 32 ] |
| 2019 | Flickerfest International Short Film Festival    | Melhor documentário                     | Até que o Porno nos Separe, Irina Calado | Venceu    |        |
| 2019 | Guadalajara International Film Festival          | Prémio Maguey                           | Jorge Pelicano                           | Indicado  |        |
| 2019 | KASHISH Mumbai International Queer Film Festival | Prémio do júri para melhor documentário | Até que o Porno nos Separe, Irina Calado | Venceu    |        |
| 2019 | Merlinka Festival                                | Melhor documentário                     | Até que o Porno nos Separe, Irina Calado | Venceu    |        |
| 2019 | Roze Filmdagen                                   | Melhor documentário                     | Até que o Porno nos Separe, Irina Calado | Venceu    | [ 32 ] |
| 2020 | Prémios Sophia da Academia Portuguesa            | Melhor documentário em longa-metragem   | Até que o Porno nos Separe, Irina Calado | Venceu    |        |